# Velvyslanec Číny v Evropské unii
Čínský velvyslanec v Evropské unii je oficiálním zástupcem vlády Čínské lidové republiky u Evropské komise. Sídlí v Bruselu. 
V letech 1975–2005 byl úřad velvyslance Čínské lidové republiky v Evropské unii spojen s úřadem velvyslance Čínské lidové republiky v Belgii.

## Seznam zástupců
| Začátek mandátu   | Velvyslanec           | Velvyslanec    | Předseda Státní rady Čínské lidové republiky | Předseda Evropské komise | Konec mandátu    |
| Začátek mandátu   | čínsky (český přepis) | čínsky (znaky) | Předseda Státní rady Čínské lidové republiky | Předseda Evropské komise | Konec mandátu    |
| ----------------- | --------------------- | -------------- | -------------------------------------------- | ------------------------ | ---------------- |
| 1975              | Li Lien-pi            | 李连璧         | Čou En-laj                                   | Sicco Mansholt           | 1976             |
| 1976              | …                     |                |                                              |                          |                  |
|                   | …                     |                |                                              |                          | 2001             |
| 1. srpna 2001     | Kuan Čcheng-jüan      | 关呈远         | Ču Žung-ťi                                   | Romano Prodi             | 1. února 2008    |
| 1. března 2008    | Sung Če               | 宋哲           | Wen Ťia-pao                                  | José Manuel Barroso      | 1. ledna 2012    |
| 1. února 2012     | Wu Chaj-lung          | 吴海龙         | Wen Ťia-pao                                  | José Manuel Barroso      | 1. ledna 2014    |
| 1. ledna 2014     | Jang Jen-i            | 杨燕怡         | Li Kche-čchiang                              | Jean-Claude Juncker      | 1. září 2017     |
| 1. října 2017     | Čang Ming             | 张明           | Li Kche-čchiang                              | Ursula von der Leyenová  | 1. prosince 2021 |
| 16. prosince 2022 | Fu Cchung             | 傅聪           | Li Kche-čchiang                              | Ursula von der Leyenová  | 25. března 2024  |